# Leptasthenura pallida
A Leptasthenura pallida a madarak (Aves) osztályának verébalakúak (Passeriformes) rendjébe és a fazekasmadár-félék (Furnariidae) családjába tartozó faj.

## Rendszerezése
A fajt Roberto Dabbene argentin ornitológus írta le 1830-ban, a Leptasthenura aegithaloides alfajaként Leptasthenura aegithaloides pallida néven. Egyes szervezetek még mindig ide sorolják.

## Előfordulása
Argentína és Chile területén honos. Természetes élőhelyei a szubtrópusi és trópusi száraz erdők és cserjések, sziklás környezetben. Vonuló faj.

## Természetvédelmi helyzete
Az elterjedési területe rendkívül nagy, egyedszáma pedig stabil. A Természetvédelmi Világszövetség Vörös listáján nem fenyegetett fajként szerepel.